# Living with War: In the Beginning
Albums de Neil Young
Living with War
(2006) Chrome Dreams II
(2007)
Living with War: In the Beginning est un album de  Neil Young sorti en 2006. C'est une version "allégée" de l'album Living with War.

## Titres
Tous les titres sont de Neil Young
1. After the Garden - 3:25
2. Living with War - 5:08
3. The Restless Consumer - 5:51
4. Shock and Awe - 4:56
5. Families - 2:33
6. Flags of Freedom - 3:45
7. Let's Impeach the President - 4:34
8. Lookin' for a Leader - 4:08
9. Roger and Out - 4:23

## Musiciens
- Neil Young - guitare, chant
- Rick Rosas - basse
- Chad Cromwell - batterie
- Tom Bray - trompette